# Psychotria sacciformis
Psychotria sacciformis är en måreväxtart som beskrevs av Charlotte M. Taylor. Psychotria sacciformis ingår i släktet Psychotria och familjen måreväxter. Inga underarter finns listade i Catalogue of Life.